# سينزانو بييدمونت
سينزانو هي كومونا (بلدية) في مدينة تورينو الحضارية في منطقة بيدمونت الإيطالية، والتي تقع على بعد حوالي 15 كيلومتر (9 ميل) شرق تورينو .
تحد سينزانو البلديات التالية: كاسالبورجوني ، وريفالبا ، وشيلزي ، وبيرزانو دي سان بيترو ، ومونكوكو تورينيس .